# Любан (Ленинградска област)
Любан (на руски: Любань) е град в Русия, разположен в Тосненски район, Ленинградска област. Населението на града към 1 януари 2018 година е 4566 души.